# Jacques Hamel
Jacques Hamel (Darnétal, 30 de novembro de 1930 – Saint-Étienne-du-Rouvray, 26 de julho de 2016) foi um padre e mártir católico francês da paróquia de Saint-Étienne-du-Rouvray. Em 26 de julho de 2016, Hamel foi assassinado durante o atentado na igreja de Saint-Étienne-du-Rouvray por dois homens terroristas, prometendo lealdade ao Estado Islâmico do Iraque e do Levante, enquanto ele celebrava a missa.
As circunstâncias de sua morte o levaram a ser chamado de "mártir" por cristãos, incluindo o Papa Francisco, por não-cristãos e pela imprensa.
O presidente da Lombardia, Roberto Maroni, dentre outros, pediu publicamente para que Hamel fosse declarado santo. O processo para torná-lo santo começou em outubro de 2016, após o Papa Francisco ter emitido um decreto de dispensa abreviando o tradicional período de espera de cinco anos antes da ativação de uma causa.

## Primeiros anos
Jacques Hamel nasceu em 30 de novembro de 1930, em Darnétal, na França. Aos seis anos, foi integrado ao coro da igreja de St. Paul em Ruão; e aos 14 anos, entrou no seminário menor. Serviu nas forças armadas durante 18 meses na Argélia. Ele não queria ser um oficial, bem como não queria dar ordens a outros para matar.

## Ministério
Hamel foi ordenado sacerdote em 1958. Serviu como vigário na igreja de St. Antoine em Le Petit-Quevilly em 1958, como vigário na igreja de Notre-Dame de Lourdes em Sotteville-lès-Rouen em 1967, como pároco em Saint-Pierre-lès-Elbeuf em 1975, e como pároco em Cléon em 1988. Ingressou na igreja de Saint-Étienne-du-Rouvray em 2000. Ele aposentou-se oficialmente aos 75 anos, mas lhe foi permitido continuar servindo na paróquia. Como resultado, assumiu como padre assistente na paróquia de 2005 até a sua morte.
Com o imame local Mohammed Karabila, presidente do Conselho Regional de Muçulmanos da Normandia, Hamel trabalhava desde 2015 em um comitê inter-religioso. Após a morte de Hamel, Karabila descreveu-o como um amigo com quem discutia sobre religião, bem como alguém que deu sua vida pelos outros.

## Morte

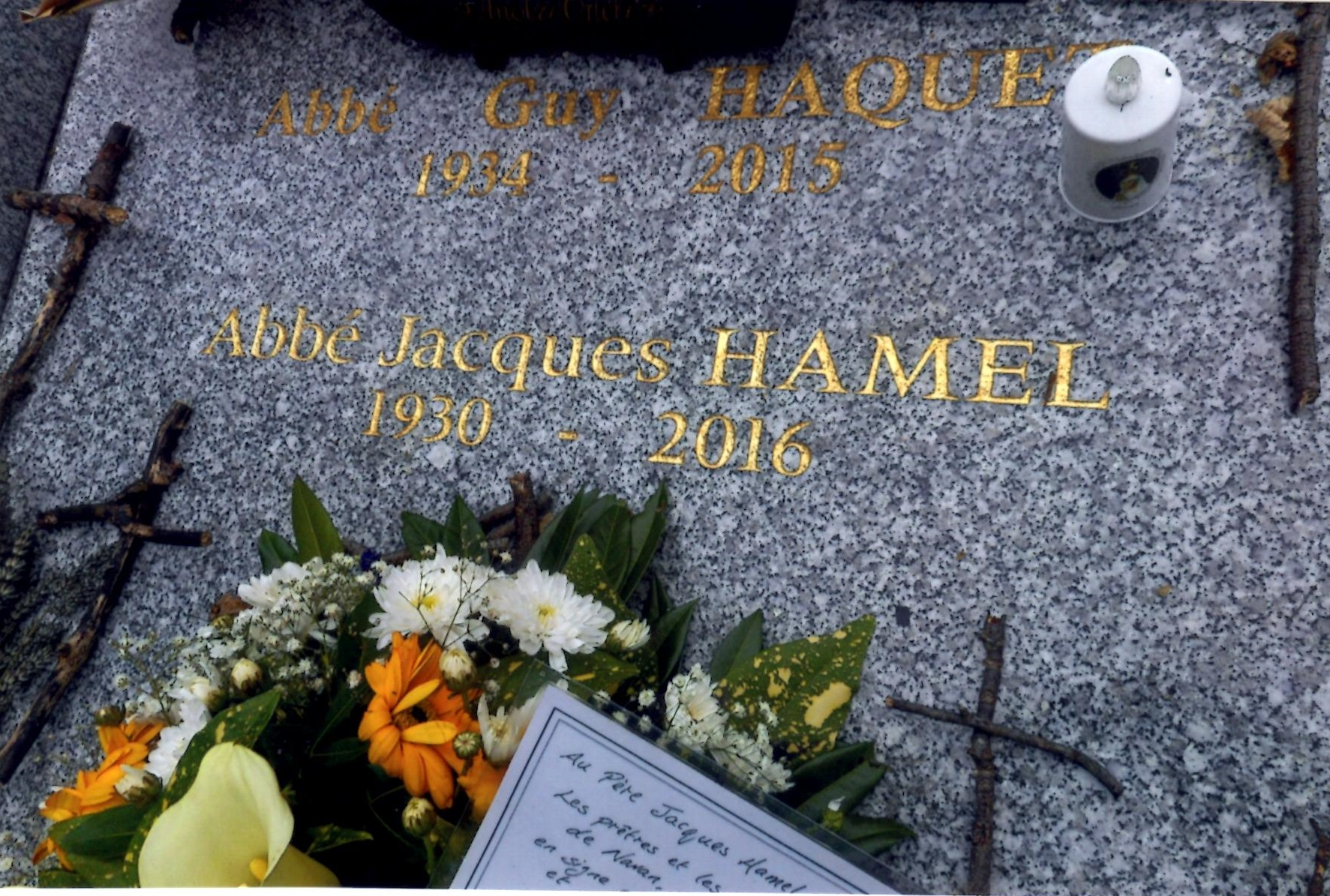
O túmulo de Hamel.

Hamel morreu ao ser degolado por dois homens muçulmanos, Adel Kermiche e Abdel Malik Petitjean, comprometidos com o Estado Islâmico. O ataque ocorreu enquanto o padre rezava a missa na paróquia de Saint-Étienne-du-Rouvray em 26 de julho de 2016. Durante o ataque, Hamel disse "Satanás, saia!" ao ser confrontado com seus assassinos.